# Отто Блау
Ернст Отто Фрідріх Герман Блау (нім. Ernst Otto Friedrich Hermann Blau, 21 квітня 1828, Нордхаузен, — 26 лютого 1879, Одеса) — німецький дипломат; орієнталіст, славіст, мандрівник. Віце-канцлер посольства Пруссії у Константинополі; генеральний консул дипмісій у Трапезунді, у Сараєві, в Одесі; відомий також як автор безлічі праць з етнографії та нумізматики народів Близького Сходу та Балкан.

## Біографія
Народився 21 квітня 1828 року у Нордхаузені. Батько — шкільний вчитель, а згодом суперінтендент, Крістіан Фрідріх Блау, — дав йому початкову освіту. З 14-ти років — вихованець алюмнату (духовна школа-інтернат при монастирі) у колишньому абатстві Пфорта, що належав прусській короні. Тут він захопився вивченням слов'янських та східних, особливо семітських мов.
У 1848 році вступив до Галльського університету, на кафедру богослов'я та філософії, але незабаром перейшов на факультет східних мов. У 1850 році продовжив вивчення у Лейпцизькому університеті. У 1852 році, завдяки протекції знайомого сім'ї, дипломата Луї фон Вільденбруга, отримав посаду аташе прусського посольства в Туреччині, куди прибув того ж року разом із фон Вільденбрухом, призначеним головою цього посольства.
Основним обов'язком молодого співробітника у посольстві стало забезпечення торговельних відносин. У 1854 році він здійснив подорож Малою Азією та островами грецького архіпелагу з метою вивчити ринки, виробництва та можливості розширити пруссько-турецьку торгівлю. Плодом цієї подорожі був його твір «De numis Achaemeneidarum aramaeopersicis» (Лейпциг, 1855) та підвищення до звання віце-канцлера посольства.
У 1857 році між Пруссією та Персією було укладено перший торговий договір. У підготовці договору Отто Блау зіграв важливу роль, тому й первісне забезпечення цього договору було доручено йому: для вивчення дома стану торгівлі його направили в Персію, де він пробув близько року. Результатом зроблених ним спостережень стали секретні звіти та публічна книга Kommerzielle Zustände, видана в Берліні в 1858 році. У тому ж році Отто Блау призначили генеральним консулом дипмісії в Трапезунді, заснованої, швидше за все, на його пропозицію — для забезпечення торгових інтересів Пруссії в районі турецько-перського кордону.
Під час служби в Трапезунді Блау енергійно вивчав околиці, збирав відомості про місцеві народи, мови та звичаї. Часто здійснював поїздки вглиб країни, з тією ж метою — знайти нові ринки та товари, і досяг помітного пожвавлення пруссько-турецької торгівлі в цьому регіоні.
У 1861 році, як знавець південно-слов'янських мов, Отто Блау брав участь у міжнародній комісії, що супроводжувала головнокомандувача турецькими військами, Омера-пашу, і створеної в надії за допомогою переговорів запобігти війні з сепаратистами Герцеговини, Албанії і Чорногорії. У спеціальній доповіді Блау звернув увагу свого уряду на великий експортно-імпортний потенціал територій балканських слов'ян, а в 1864 році, зважаючи на успіх Трапезундської місії, був призначений генеральним консулом дипломатичного Місія відкрита Пруссією в Сараєво, столиці турецької провінції Боснія і Герцеговина.
У 1870 році, під час Франко-прусської війни, Отто Блау був «мобілізований» і, за поданням МЗС Німеччини, призначений головою Центру служби обліку поранених та хворих ветеранів (Generalnachweisbüro für die im Feld verwundeten oder erkrankten Kriegsteilnehmer). Після швидкої перемоги (березень-травень 1871) повернувся до Сараєва.
У 1872 році, як один з найдосвідченіших співробітників МЗС з питань східної та південно-східної торгівлі, переведений генеральним консулом дипмісії Німецької імперії в Одесі. Тут, прослуживши близько семи років, 26 лютого 1879 року, з неясних із джерел причин, генеральний консул Німеччини в Одесі Отто Блау наклав на себе руки.
Отто Блау завжди збирав усі доступні йому відомості з історії, етнографії, філології, нумізматики, географії та ботаніки тих місць, де йому доводилося служити, і щедро ділився своїми спостереженнями та знахідками з читачами німецьких наукових журналів. Крім численних статей про Схід, надрукованих ним у різних погодинних виданнях (між іншим, таких авторитетних, як «Mittheilungen», «Preussische Handelsarchiv» та інших), він написав велику монографію «Reisen in Bosnien und in Herzegowina» (77), — Про маловідомі тоді землі південних слов'ян. Його вчена робота «Пам'ятники боснійсько-турецької мови» (Лейпциг, 1868) поміщена в Abhandlungen, — офіційному журналі товариства німецьких орієнталістів. Безліч досліджень з нумізматики опубліковано в «Blatter für Münzkunde» та «Wiener numismatische Zeitung». Цінна колекція зібраних ним монет зберігається у монетному музеї Лейпцизького університету.